# Marcos Delía
Marcos Delía (Saladillo, 8 de abril de 1992) é um basquetebolista argentino que atualmente joga pelo UCAM Murcia disputando a Liga Espanhola de Basquetebol. O atleta possui 2,10m atua na posição pivô. Fez parte do selecionado argentino que conquistou a vaga para o torneio olímpico de basquetebol dos Jogos Olímpicos de Verão de 2016 no Rio de Janeiro.